# Волосов-Мериин, Давид Львович
Давид Львович Во́лосов-Ме́риин (1905—1971) — актёр театра и кино. Заслуженный артист РСФСР (1956). Лауреат двух Сталинских премий (1950, 1952).

## Биография
Родился в 1905 году. 
После окончания школы в 1920 г. поступил в студию при Казанском Большом Драматическом театре. Окончив студию, два года (с 1922 по 1924 гг.) работал актером в этом же театре, а затем в таких городах как: Горький, Омск, Челябинск. В 1929 году поступил в Ленинградский Красный театр, позже переименованный в театр им. Ленинского Комсомола. В этом театре он приобрел известность и проработал там всю жизнь. 
В 1941 г. он вступил в члены КПСС. С 1941 по 1943 гг. театр им. Ленинского Комсомола работает в блокадном Ленинграде. Здесь идут спектакли, концертные бригады выезжают на фронт. За работу в этот период Волосов Д.Л. был удостоен правительственных наград: медали "За оборону Ленинграда", "За доблестный труд в Великой Отечественной войне", орденом "Знак почета"
С 1943 по 1945 театр работал в различных городах тыла страны, а с 1945 в Ленинграде.
В течение многих лет Волосов Д.Л. был ведущим актером театра, членом художественного совета, преподавал в студии театра, работал в качестве режиссера, вел общественную работу.
Кроме театра много работал на радио и телевидении, снялся в 4 кинофильмах.
В 1949 году получил звание лауреата Государственной премии за исполнение роли меньшевика К.Чхеидзе в спектакле "Из искры", а в 1951- звание лауреата Гос.премии за исполнение роли Юлиуса Фучика в спектакле "Дорогой бессмертия".
В 1956 году ему было присвоено звание заслуженного артиста РСФСР.
Известен ролями в Ленинградском театре Ленинского комсомола и на киностудии «Ленфильм» в 1930—50-е годы.
Умер в 1971 году. Похоронен в Санкт-Петербурге на Серафимовском кладбище.

## Награды и премии
- Заслуженный артист РСФСР (1956)
- Сталинская премия первой степени (1950) — за исполнение роли в спектакле «Из искры…» Ш. Н. Дадиани
- Сталинская премия третьей степени (1952) — за исполнение роли в спектакле «Дорогой бессмертия» Г. А. Товстоногова и В. Г. Брагина

## Фильмография
- 1939 — Два брата[1]
- 1956 — Костёр бессмертия
- 1957 — Шторм
- 1958 — В дни Октября — Урицкий
- 1958 — Мистер Икс